# Médaille de la Mauricie
La médaille du mérite mauricien pour dix années de service militaire (italien : Medaglia mauriziana al merito di dieci lustri di carriera militare), appelée à l'origine médaille de la Mauricie (italien : Medaglia mauriziana), est une distinction italienne décernée à l'issue de cinquante années de service militaire.

## Histoire
Elle a été instituée par le roi Carlo Alberto de Savoie de Sardaigne, par les brevets royaux magistraux du 19 juillet 1839, sous le nom de "médaille mauricienne pour mérite militaire de dix années", et dans le royaume d'Italie, elle a été réglementée par le décret royal du 21 décembre 1924.
La médaille mauricienne a été remplacée par la République italienne le 7 mai 1954 par la loi n° 203 (modifiée par la loi n° 1327 du 8 novembre 1956) et a pris le nom de "médaille mauricienne pour dix années fastes de mérite militaire".
Cette récompense est décernée aux officiers et sous-officiers de l'Esercito Italiano (armée de terre), de la Marina Militare (marine), de l'Aeronautica Militare (armée de l'air), des Carabinieri (carabiniers), de la Garde des finances et de la Polizia di Stato (police nationale italienne). Les officiers généraux reçoivent une médaille d'un diamètre de 52 mm, les officiers supérieurs et les sous-officiers une médaille d'un diamètre de 37 mm.

## Contribution

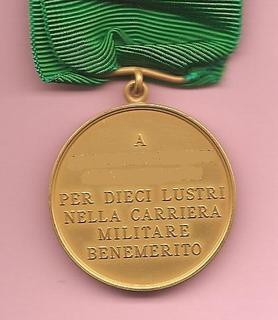
Revers de la médaille de la Mauricie

Elle est attribuée par décret du président de la République, sur proposition du ministre de la Défense, pour les membres des forces armées ; en accord avec les ministres de l'Intérieur et des Finances, dans les autres cas. La médaille du mérite mauricien pour 10 années de carrière militaire est actuellement décernée par décret du président de la République pour l'accomplissement de 10 années  de carrière militaire (et non de service militaire).
La période de commandement à part entière et les périodes de service dans les services opérationnels à hauteur de 50 % sont ajoutées aux années de service effectivement accomplies. En outre, la participation à des opérations de maintien de la paix sur des théâtres d'opérations étrangers - par exemple le Liban, l'Afghanistan, le Kosovo, etc. - peut être ajoutée en totalité, , c'est-à-dire que toutes les absences - congés de maladie et tous les cours doivent être soustraits du calcul global.